# Labiarón
Labiarón ist eines von 4 Parroquias der Gemeinde San Martín de Oscos in der autonomen Region Asturien im Norden Spaniens.
Die 61 Einwohner (2011) leben in 53 Gebäuden auf einer Fläche von 16,59 km². Die Gemeindehauptstadt ist ca. 7 km entfernt.

## Zugehörige Ortsteile und Weiler
- Solana (A Solá) – unbewohnt (2011)
- Libiarón (Libiaróu) – 35 Einwohner (2011)
- Liceira – unbewohnt (2011)
- Piorno – 1 Einwohner (2011)
- Sarcead (Sarciada en asturiano) – 6 Einwohner (2011)
- Soutelo – 5 Einwohner (2011)
- Testemuñas (Testimuñas en asturiano) – unbewohnt (2011)
- Villamea (Villamiá en asturiano) – 10 Einwohner (2011)
- Villarín de Piorno (Vilarín de Piorno en asturiano) – 4 Einwohner (2011)
- Villarpille (Vilarpille en asturiano) – unbewohnt (2011)